# Открытый брак
Открытый брак — брак, при котором оба супруга приходят к соглашению о допустимости открытых отношений — половых связей с другими людьми. Целью открытого брака заявляется увеличение открытости и повышения терпимости партнёров по отношению друг к другу. Предполагается, что в таком браке супруги меньше стремятся к манипулированию поведением друг друга и к проявлению своей власти над партнёром; а в рамках такого союза каждый из супругов может сохранять свою самостоятельность, индивидуальность.
Открытый брак является относительно новым явлением, противопоставляющим себя традиционным представлениям о браке. В 1972 году супруги O’Neil сформировали принципы гуманитарно-психологического подхода к браку, включающие в себя принципы открытого брака как возможного стиля супружеской жизни. Их книга «Открытый брак: новый стиль жизни для пар» ввела понятие открытого брака в широкий обиход.
Отмечается, что у открытого брака есть аналоги в истории — супружеские отношения европейских высших классов нередко неявно подразумевали под собой открытые отношения.
Подобные сексуальные отношения не считаются адюльтером (супружеской изменой), по крайней мере, неофициально. Закон же не всегда принимает во внимание соглашения открытых браков, и тогда половая связь вне брака может быть признана адюльтером.
Иногда только одна сторона в открытом браке действительно имеет половые связи на стороне. Супруги, живущие в «открытом браке», гордятся тем, что не относятся друг к другу как к собственности, не ущемляют личностную свободу друг друга. Следует различать открытый брак и полигамию.